# Trochosa pseudofurva
Trochosa pseudofurva este o specie de păianjeni din genul Trochosa, familia Lycosidae. A fost descrisă pentru prima dată de Strand, 1906.
Este endemică în Camerun. Conform Catalogue of Life specia Trochosa pseudofurva nu are subspecii cunoscute.